# 요덕 스토리스
《요덕 스토리스》(Yodok Stories)는 폴란드의 다큐멘터리 감독 안드레 피딕이 감독하고 토르스테인 그루드가 제작한 다큐멘터리 영화이다. 오늘날 200,000명이 넘는 남성, 여성, 어린이들이 조선민주주의인민공화국의 강제수용소에서 고문, 굶주림, 살인을 맞딱뜨린다.

## 같이 보기
- 요덕 정치범수용소